# 양성애 조명

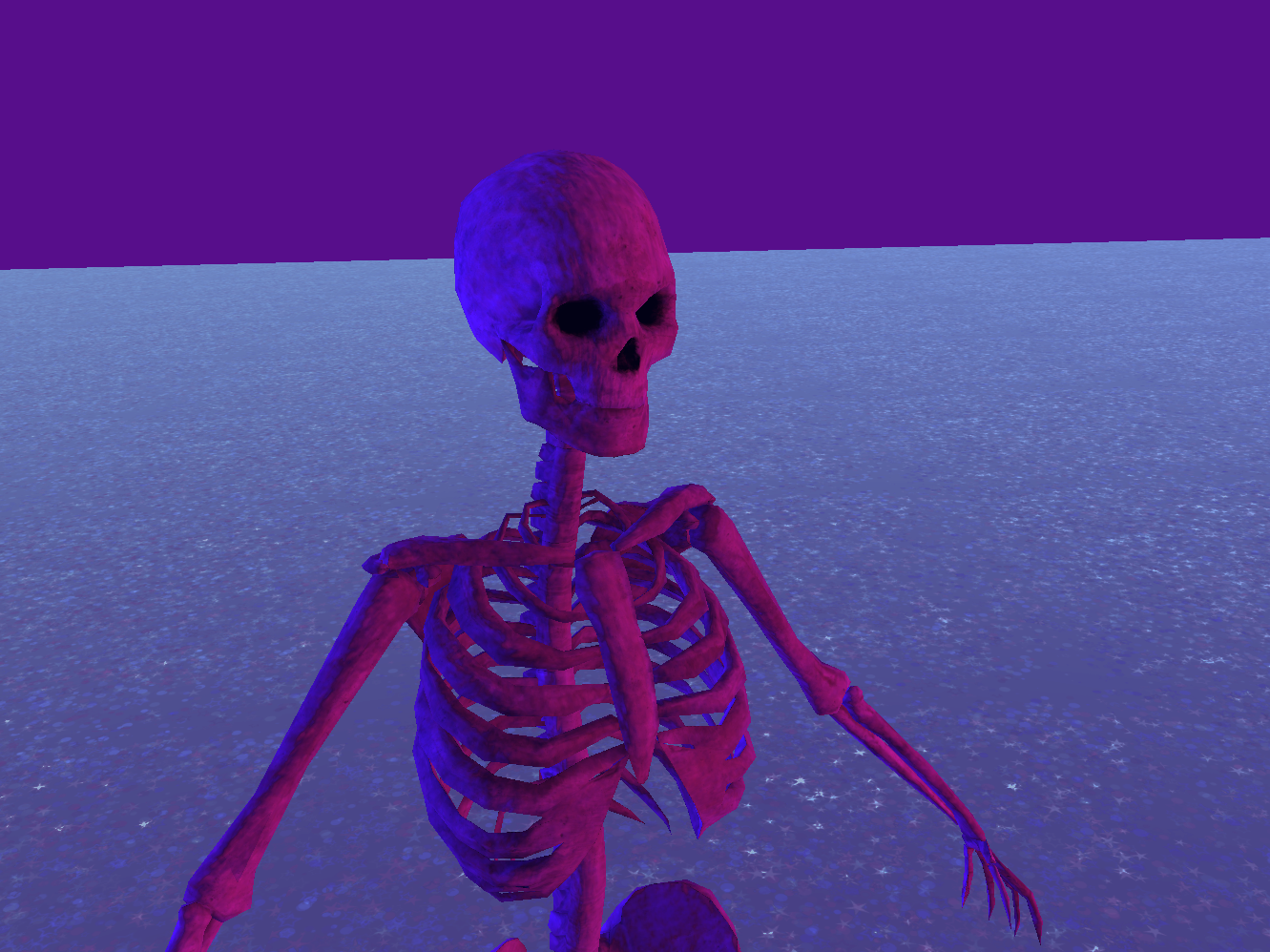
양성애 조명을 선보이는 해골의 3차원 렌더링

양성애 조명 또는 바이섹슈얼 라이팅(bisexual lighting)은 분홍색, 자주색, 파란색 조명을 동시에 사용하여 양성애자 캐릭터를 나타내는 데 사용된다. 영화와 텔레비전의 스튜디오 조명으로 사용되었으며, 다양한 영화의 시네마토그래피에서 관찰되었다. 이 조명을 사용하는 모든 영화, 텔레비전 쇼, 사진 및 뮤직 비디오가 양성애를 묘사하려는 것은 아니지만, 많은 퀴어 예술가들이 양성애 프라이드 플래그와 유사한 이 색상 팔레트를 의도적으로 작업에 사용했다.
이는 네온 조명을 연상시키며 레트로웨이브와도 관련이 있다.

## 상징성

분홍색, 자주색, 파란색을 사용하는 양성애 프라이드 플래그

BBC 뉴스의 조지 피어포인트는 일부 소셜 미디어 사용자들이 양성애 조명이 시각 매체에서 양성애의 인식이 부족하다는 점에 대응하는 "힘을 주는 시각 장치"로 사용되었다고 주장한다고 썼다. 이 색상은 양성애 프라이드 플래그를 직접적으로 언급하는 것일 수 있다. 이 트렌드는 2017년 성소수자 사회에서 특히 트위터, 레딧, 핀터레스트와 같은 소셜 미디어 사이트에서 큰 인기를 얻었다. 사샤 게펜은 Vulture.com에서 "그 의미가 확고해졌다"고 썼고, PopBuzz의 니키 이디카는 이제 "미디어에서 양성애 서사의 확고한 일부가 되었다"고 썼다. 그리고 더 데일리 닷은 "미학이 먼저 왔는지 문화적 중요성이 먼저 왔는지"에 대해 의문을 제기했지만, 이 아이디어가 "확고해졌다"는 결론을 내렸다. 팬톤은 "울트라 바이올렛"을 2018년의 색상으로 선정했으며, BBC는 이 움직임이 이 색상 조합의 사용 증가를 반영한다고 말했다.
아멜리아 페린은 양성애 캐릭터가 텔레비전과 뮤직 비디오에 등장할 때 이러한 조명을 사용하는 경향을 비판하며, 코스모폴리탄에서 이러한 시각적 이미지가 "양성애자 고정관념을 영속화한다"고 주장했다. 페린은 이러한 조명은 일반적으로 네온 조명으로 만들어지며, 이는 시청자에게 "클럽과 댄스 플로어"를 연상시키고, 이는 "양성애자들의 관계와 관계가 단지 '실험'일 뿐이며, 술에 취한 밤에만 일어나는 일"임을 암시한다고 주장한다.
더 매리 수의 제시카 메이슨에 따르면, 자주색은 여러 순수하고 스펙트럼 색상의 조합으로 "왕족과 신성"뿐만 아니라 "마법, 외계인, 미지의 것"을 나타내는 데 역사적으로 사용되었다. 영화 강사 라라 톰슨은 분홍색과 파란색의 네온 색조를 2010년대 후반 미디어에서 1980년대 및 1990년대 미학에 대한 향수적 경향의 일부로 보았다.

## 역사

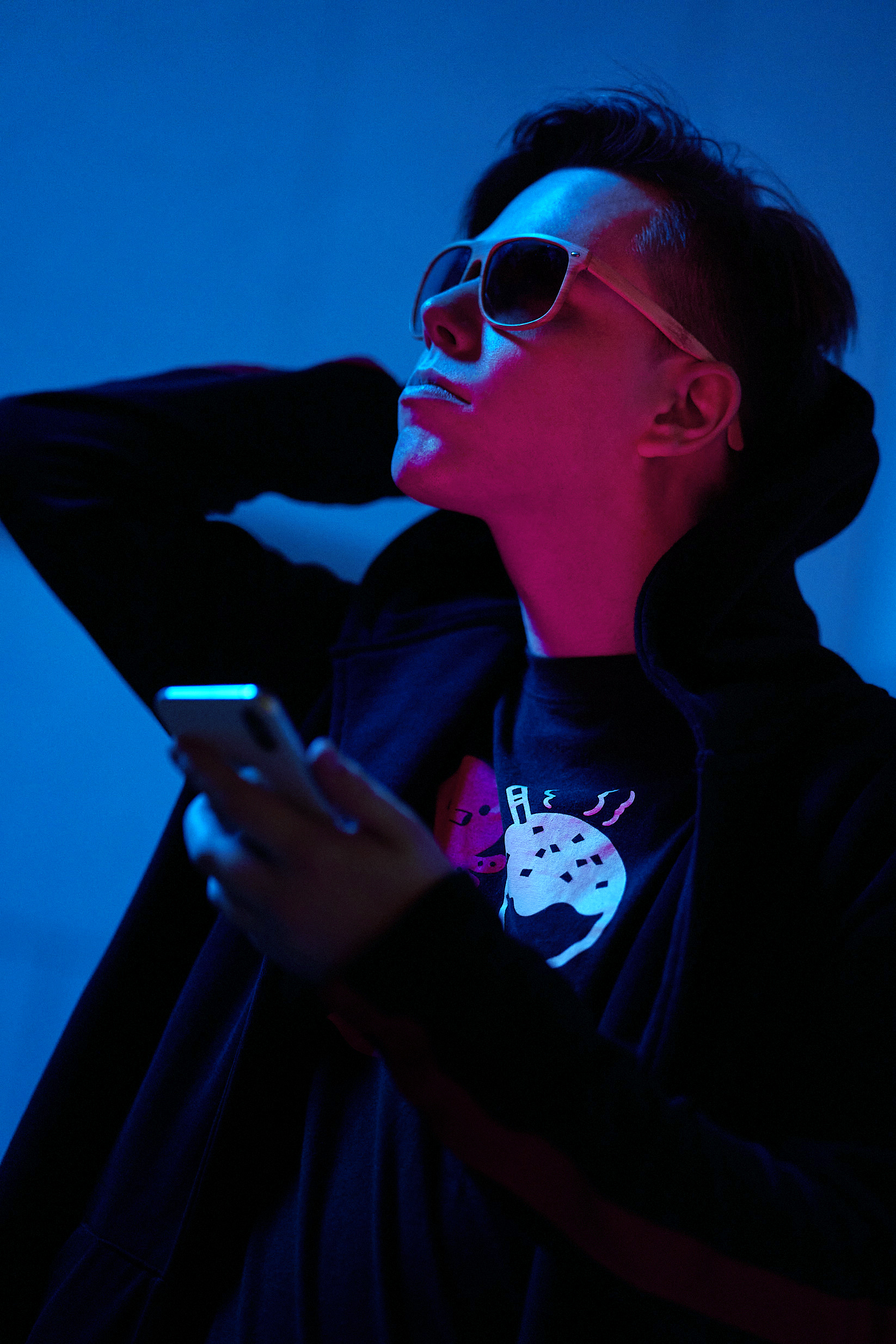
한 각도에서 분홍색, 다른 각도에서 파란색 조명을 받은 남자

BOWIE Creators에 따르면, 양성애 조명 개념은 2014년 셜록의 텀블러 팬이 발명했으며, 그는 이 조명이 왓슨 박사가 양성애자이며 궁극적으로 셜록 홈즈와 로맨틱한 관계에 있을 것이라는 신호로 사용되었다고 믿었다. 양성애 조명에 대한 이 짧은 제안은 그것을 포함하는 다른 쇼, 영화, 뮤직 비디오에 직접적인 영향을 미치지 않았지만, 이 색 구성표를 통해 양성애 테마가 표현될 수 있다는 아이디어를 세상에 내놓았다. 2017년경, ContraPoints와 같은 좌익 유튜버들은 (당시 양성애자로 자신을 밝혔다) 분홍색, 자주색, 파란색 네온 조명으로 비디오를 비추기 시작했다. 양성애 조명 사용은 2018년 인기 있는 밈이 되었으며, 조명 체계의 사례를 보여주는 여러 트위터 스레드가 입소문을 타고, 양성애 조명 속 동물 사진이 소셜 미디어에서 널리 공유되었다.

## 예시

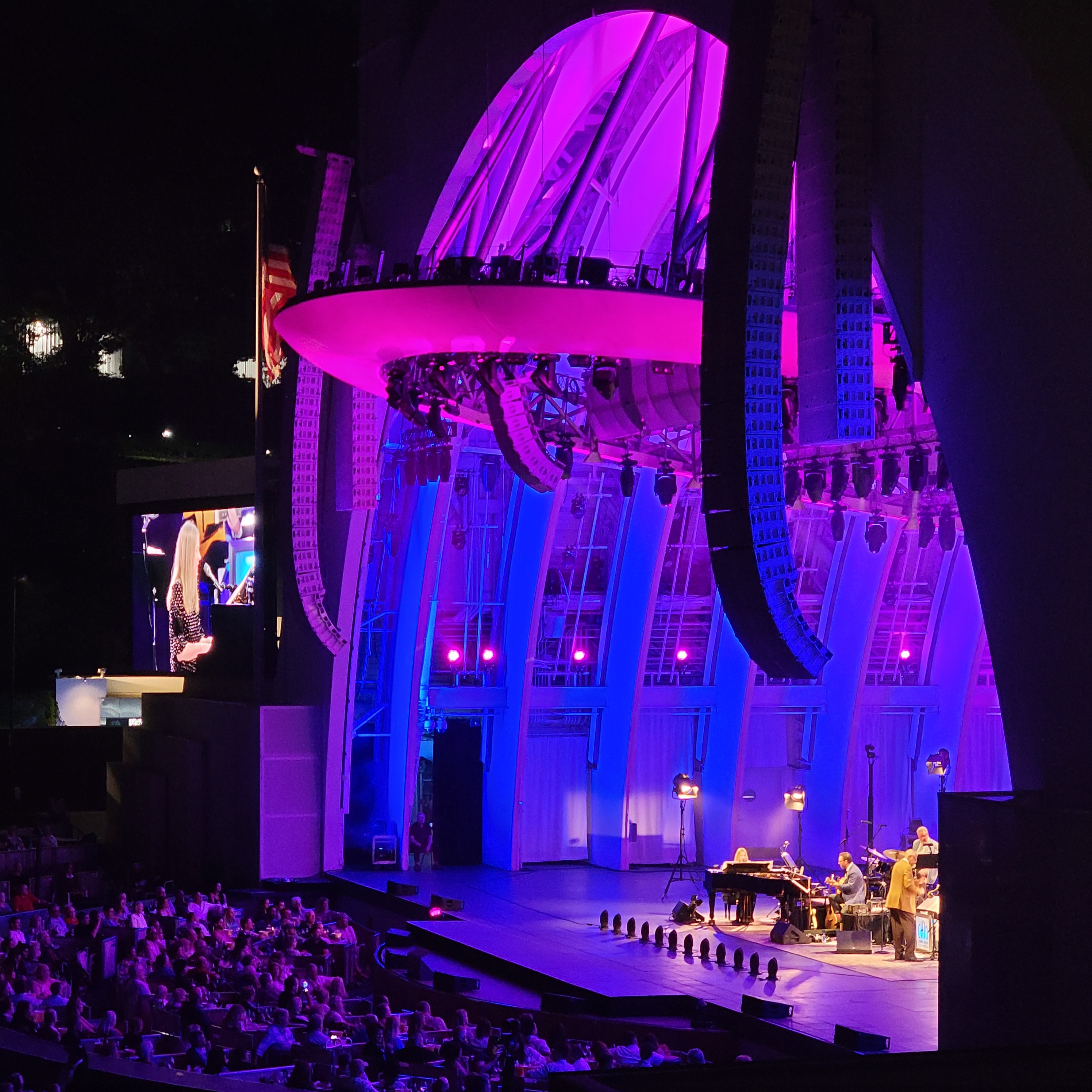
2023년 다이애나 크롤의 공연 중 양성애 조명을 사용한 할리우드 볼. 그녀는 여성을 대상으로 한 사랑 노래를 불렀다

양성애 조명은 양성애자 캐릭터가 등장하거나 양성애를 언급하는 장면에서 다양한 매체에 나타난다. 영화 네온 데몬, 아토믹 블론드, 블랙 팬서는 모두 파란색, 분홍색, 자주색 조명을 사용한다. 마찬가지로 수상 경력이 있는 블랙 미러 에피소드 "샌 주니페로"와 블럼하우스 휴일 공포 앤솔로지 인투 더 다크의 에피소드인 "I'm Just F*cking with You", "미드나이트 키스", "마이 발렌타인"도 시각적 미학을 활용했다. 이후 TV 시리즈 리버데일, Moonbeam City, American Crime Story: The Assassination of Gianni Versace, 볼트론: 전설 속의 수호자, 아울 하우스, 그리고 2020년 영화 버즈 오브 프레이도 이를 사용했다고 한다. 로키의 세 번째 에피소드인 "Lamentis"는 주인공이 자신의 양성애를 드러내는 장면에서 이 조명을 특징으로 한다. 비디오 게임 울트라킬은 지옥의 제2원의 표현 전반에 걸쳐 양성애 조명을 특징으로 한다.
양성애 조명은 저넬 모네이의 "메이크 미 필", 데미 로바토의 "쿨 포 더 서머", 아리아나 그란데의 "7 링스"의 뮤직 비디오에도 등장한다. 이 용어는 해리 스타일스가 투어 중 그의 노래 "메디신"을 연주할 때 번쩍이는 "일렉트릭 블루 및 마젠타 핑크 조명"을 설명하는 데 사용되었으며, 릴 나스 엑스의 "파니니" 뮤직 비디오에도 사용되었다. 코스모폴리탄은 테일러 스위프트의 일부 팬들이 그녀의 앨범 러버 커버에 이 색상 팔레트가 존재하는 것을 그녀가 양성애자이며 한때 칼리 클로스와 데이트했다는 그들의 오랫동안 반박된 팬 이론의 증거로 인용했다고 언급했다. 방탄소년단의 지민은 2022년 이 컨셉으로 직접 제작한 포토폴리오로 입소문을 탔다.
미들섹스 대학교의 영화 강사 라라 톰슨은 양성애 조명이 잘 알려져 있지 않다고 주장하며 "양성애 조명을 완전히 설득력 있는 현상으로 보기 위해서는 더 많은 사례를 봐야 할 것"이라고 말했다. 폴리곤에 글을 쓴 릴리언 호크벤더에 따르면, "양성애 조명은 양성애의 힌트가 없더라도 흔하게 느껴지는 경우가 많다 [...]] 판타지에서는 마법의 색상이고, 공상과학에서는 외계 행성 풍경, 사이버펑크 설정과 나이트클럽의 네온 조명 색상이다. 따라서 트위터 사용자들과 미디어 비평가들은 존 윅 3, 블레이드 러너 2049, 컬러 아웃 오브 스페이스, 오펀: 천사의 탄생, 빙고 헬, 맨 인 블랙: 인터내셔널, 불릿 트레인, 스파이더맨: 뉴 유니버스에서 양성애 조명을 언급했지만, 종종 그렇게 하는 데 더 게이답지 않은 논리가 있다."
2022년, 양성애 조명은 넷플릭스의 하트스토퍼와 HBO의 에미상 수상작 유포리아에서 발견되었다. 2022년 양성애 가죽 영화인 플리즈 베이비 플리즈(Please Baby Please)는 영화 전반에 걸쳐 양성애 조명을 사용했다.

## 같이 보기
- 베이퍼웨이브
- 신스웨이브